# حديث الاثني عشر خليفة
في الدين الإسلامي، جاء عن نبي الإسلام محمد أن أمر الإسلام سيظل قائماً وعزيزًا حتى يمضي 12 خليفة كلهم من قريش. وورد هذا الحديث في مصادر المسلمين سنة وشيعة بصيغ مختلفة.

## نص الحديث

### في كتب أهل السنة والجماعة
روي عن جابر بن سمرة في صحيح البخاري: 
| حديث الاثني عشر خليفة | سمعت النبي ﷺ يقول يكون اثنا عشر أميرا فقال كلمة لم أسمعها فقال أبي إنه قال كلهم من قريش، حديث صحيح | حديث الاثني عشر خليفة |

روي عن جابر بن سمرة في صحيح مسلم: 
| حديث الاثني عشر خليفة | دخلت مع أبي على النبي ﷺ فسمعته يقول إن هذا الأمر لا ينقضي حتى يمضي فيهم اثنا عشر خليفة قال ثم تكلم بكلام خفي علي، قال: فقلت لأبي ما قال: قال كلهم من قريش، حديث صحيح | حديث الاثني عشر خليفة |

روي عن  حسن بن موسى في مسند الإمام أحمد: 
| حديث الاثني عشر خليفة | قال حدثنا حماد بن زيد عن المجالد عن الشعبي عن مسروق قال قال كنا جلوسا عند عبد الله بن مسعود وهو يقرئنا القرآن فقال له رجل يا أبا عبد الرحمن هل سألتم رسول الله كم تملك هذه الأمة من خليفة فقال عبد الله بن مسعود ما سألني عنها أحد منذ قدمت العراق قبلك ثم قال نعم ولقد سألنا رسول الله فقال اثنا عشر كعدة نقباء بني إسرائيل.، حديث مرفوع | حديث الاثني عشر خليفة |

ذكر كذلك الحديث بعدة ألفاظ مختلفة
- وفي لفظ آخر: «(لا يزال هذا الدين قائما حتى يكون عليكم اثنا عشر خليفة كلهم تجتمع عليه الأمة)»، بزيادة لفظ (كلهم تجتمع عليه الأمة).[4]
- وفي لفظ آخر لمسلم: «(لَا يَزَالُ الْإِسْلَامُ عَزِيزًا إِلَى اثْنَيْ عَشَرَ خَلِيفَةً)».[4]
- وفي لفظ آخر لمسلم: «(لَا يَزَالُ هَذَا الدِّينُ عَزِيزًا مَنِيعًا إِلَى اثْنَيْ عَشَرَ خَلِيفَةً)».
- وفي لفظ البخاري فجاء فيه: «(يَكُونُ اثْنَا عَشَرَ أَمِيرًا - فَقَالَ كَلِمَةً لَمْ أَسْمَعْهَا فَقَالَ أَبِى إِنَّهُ قَالَ - كُلُّهُمْ مِنْ قُرَيْشٍ)».

### في كتب الشيعة
- «لا يزال أمر أمتي ظاهرا حتى يمضي اثنا عشر خليفة، كلهم من قريش»[5]
- عن جابر بن سمرة قال «أتيت النبي صلى الله عليه وآله فسمعته يقول: إن هذا الامر لن ينقضي حتى يملك اثنا عشر خليفة كلهم، فقال كلمة خفية لم أفهمها فقلت لأبي: ما قال؟ فقال: قال عليه السلام: كلهم من قريش»[6]
- حدثنا أحمد بن الحسن القطان قال: حدثنا عبد الرحمن بن أبي حاتم قال: حدثنا العلاء بن سالم، قال: حدثنا يزيد بن هارون، قال: أخبرنا شريك، عن سماك، وعبد الله بن عمير، وحصين بن عبد الرحمن قالوا: سمعنا جابر بن سمرة يقول «دخلت على رسول الله صلى الله عليه وآله مع أبي فقال: لا تزال هذه الأمة صالحا أمرها ظاهرة على عدوها حتى يمضي اثنا عشر ملكا - أو قال: اثنا عشر خليفة - ثم قال: كلمة خفيت علي فسألت أبي فقال: قال: كلهم من قريش»[7]

## تفسير الحديث عند الشيعة
يرى الشيعة الاثنا عشرية بأن صفات الخلفاء الاثنا عشر في الحديث لا تنطبق إلا على الأئمة الاثنا عشر من حيث:
- أن عدد الخلفاء محصور في 12 خليفة.
- استمرار خلافة هؤلاء الاثني عشر إلى يوم القيامة.
- أن عزة الإسلام ومنعته تتوقف عليهم.
- أن قوام الدين علميًا وعمليًا بهم.
- تنظير النبي لهم بنقباء بني إسرائيل يدل على أنهم مختارين من قبل الله.
- أنهم من قريش

## تفسير الحديث عند أهل السنة والجماعة

### تفسير ابن تيمية والنووي وابن الجوزي وغيرهم
للعلماء أهل السنة في تفسير وتوجيه هذا الحديث مسالك عدة:
- المسلك الأول: قالوا: المراد العادلين من الخلفاء، وقد مضى بعضهم في الأمة، وسيكتمل عددهم إلى قيام الساعة. فقد قال النووي ناقلاً عن القاضي عياض:«ويحتمل أن يكون المراد مستحقي الخلافة العادلين، وقد مضى منهم من عُلم، ولا بد مِن تمام هذا العدد قبل قيام الساعة».[9] وهو قول القرطبي وابن كثير.[10][11]
- المسلك الثاني: تفسيره باجتماع هؤلاء الاثني عشر خليفة في زمن وعصر واحد. فقد قال النووي ناقلاً عن القاضي عياض:«قيل: إن معناه أنهم يكونون في عصر واحد، يتبع كل واحد منهم طائفة. قال القاضي: ولا يبعد أن يكون هذا قد وجد إذا تتبعت التواريخ، فقد كان بالأندلس وحدها منهم في عصر واحد بعد أربعمائة وثلاثين سنة ثلاثة، كلهم يدعيها ويلقب بها، وكان حينئذ في مصر آخر، وكان خليفة الجماعة العباسية ببغداد سوى من كان يدعي ذلك في ذلك الوقت في أقطار الأرض. قال: ويعضد هذا التأويل قوله في كتاب مسلم بعد هذا: (ستكون خلفاء فيكثرون. قالوا: فما تأمرنا؟ قال: فوا بيعة الأول فالأول)».[12]
- المسلك الثالث: المراد مَن يعز الإسلام في زمنه ويجتمع المسلمون عليه، سواء عدل وحكم بالقسط أو لا. فقد قال النووي ناقلاً عن القاضي عياض:«ويحتمل أن المراد مَن يعز الإسلام في زمنه، ويجتمع المسلمون عليه، كما جاء في سنن أبي داود: (كلهم تجتمع عليه الأمة)، وهذا قد وجد قبل اضطراب أمر بني أمية واختلافهم في زمن يزيد بن الوليد، وخرج عليه بنو العباس.» [13] وهو قول ابن تيمية والحافظ ابن حجر.[14][15]
- المسلك الرابع: أن هؤلاء الاثني عشر خليفة يأتون بعد ظهور المهدي في آخر الزمان. وهو قول ابن الجوزي.[16]
- المسلك الخامس: تفسيره بتفاصيل الهيئة الحاكمة: الخليفة، والوزراء، والنواب، والحكام وهكذا. وهو قول ابن تيمية حيث قال:«وقد تأول ابن هبيرة الحديث على أن المراد أن قوانين المملكة باثني عشر، مثل الوزير، والقاضي، ونحو ذلك. وهذا ليس بشيء. بل الحديث على ظاهره لا يحتاج إلى تكلف».[17]
- المسلك السادس: التوقف، وإيكال العلم في ذلك إلى الله عز وجل. فقد قال النووي ناقلاً عن القاضي عياض:«والله أعلم بمراد نبيه صلى الله عليه وسلم».[18]

### رأي ابن كثير في تفسيره
قال ابن كثير في تفسيره تحت قول القرآن:"وبعثنا منهم اثني عشر نقيبا بعد إيراد حديث جابر بن سمرة من رواية الشيخين واللفظ لمسلم: ومعنى هذا الحديث البشارة بوجود اثني عشر خليفة صالحا يقيم الحق ويعدل فيهم، ولا يلزم من هذا تواليهم وتتابع أيامهم، بل قد وجد أربعة على نسق واحد وهم الخلفاء الأربعة أبو بكر وعمر وعثمان وعلي، ومنهم عمر بن عبد العزيز بلا شك عند الأئمة وبعض بني العباس ولا تقوم الساعة حتى تكون ولايتهم لا محالة والظاهر أن منهم المهدي المبشر به في الأحاديث الواردة بذكره أنه يواطئ اسمه اسم النبي ﷺ واسم أبيه اسم أبيه فيملأ عدلا وقسطا كما ملئت جورا وظلما."
وقال ابن حجر العسقلاني:«فالأولى أن يحمل قوله» يكون بعدي اثنا عشر خليفة" على حقيقة البعدية، فإن جميع من ولي الخلافة من الصديق إلى عمر بن عبد العزيز أربعة عشر نفساً، منهم اثنان لم تصح ولايتهما ولم تطل مدتهما وهما: معاوية بن يزيد ومروان بن الحكم، والباقون اثنا عشر نفسا على الولاء كما أخبر ﷺ، وكان وفاة عمر بن عبد العزيز سنة إحدى ومائة، وتغيرت الأحوال بعده، وانقضى القرن الأول الذي هو خير القرون، ولا يقدح في ذلك قوله:"يجتمع عليهم الناس«لأنه يحمل على الأكثر الأغلب، لأن هذه الصفة لم تفقد منهم إلا في الحسن بن علي وعبد الله بن الزبير مع صحة ولايتهما، والحكم بأن من خالفهما لم يثبت استحقاقه إلا بعد تسليم الحسن وبعد قتل ابن الزبير والله أعلم. وكانت الأمور في غالب أزمنة هؤلاء الاثني عشر منتظمة وإن وجد في بعض مدتهم خلاف ذلك، فهو بالنسبة إلى الاستقامة نادر والله أعلم.»

### نظرة أهل السنة لتفسير الشيعة
يرفض أهل السنة والجماعة لاستدلال الشيعة بهذا الحديث على عقيدتهم الإمامية (لاثني عشر رجلا من آل بيت النبي صلى الله عليه وسلم، يسمونهم بأسمائهم، وآخرهم المهدي) لعدة أسباب:
- المذكور في الحديث: «اثنا عشر خليفة»، وليس «اثنا عشر إماما». فغاية ما في الحديث أنه سيأتي اثنا عشر خليفة، وفي رواية أميرا، ليدل على وقوع الإمارة في اثني عشر رجلا من قريش.
- هؤلاء الاثنا عشر نسبوا في الحديث إلى قريش، فقال صلى الله عليه وسلم: (كلهم من قريش)، ولو كانوا من آل بيت النبي صلى الله عليه وسلم لقال: (كلهم من بني هاشم) فإن الهاشمية أخص من القرشية، وقد جرت العادة النسبة إلى أقرب نسب، فلولا أنهم ليسوا كلهم من بني هاشم لما نسبهم صلى الله عليه وسلم إلى قريش.
- إن الرواية الصحيحة هي: (كلهم من قريش)، والنبي صلى الله عليه وسلم لا يذكر الأعم وهو يريد الأخص، فهذا خلاف البلاغة، والنبي أبلغ الناس تبياناً. ولو كان يريد عليا وأبناءه لقال: (هم علي وأولاده) وحتى لو قال: (كلهم من بني هاشم) لما كانت بليغة، فبنو هاشم كثر، وقريش أكثر.[21]
- نص الحديث يدل على أن عصر هؤلاء الخلفاء الاثني عشر هو عصر عز ومنعة واستقامة وظهور للإسلام، وهذا ما لم يقع في عصور الأئمة الاثني عشر الذين سمتهم الشيعة، فقد عاشوا كلهم حياة ضعف وملاحقة واختفاء عن الأنظار. وهو رأي ابن تيمية.[22]

## انظر أیضا
- حديث اللوح
- حديث الثقلين
- حديث الغدير
- حديث المنزلة
- الرسالة الذهبية
- حديث الكساء
- أهل البيت
- حديث صلاة عيسى خلف المهدي